# Chiesa dei Santi Filippo e Giacomo (Castelfranco Emilia)

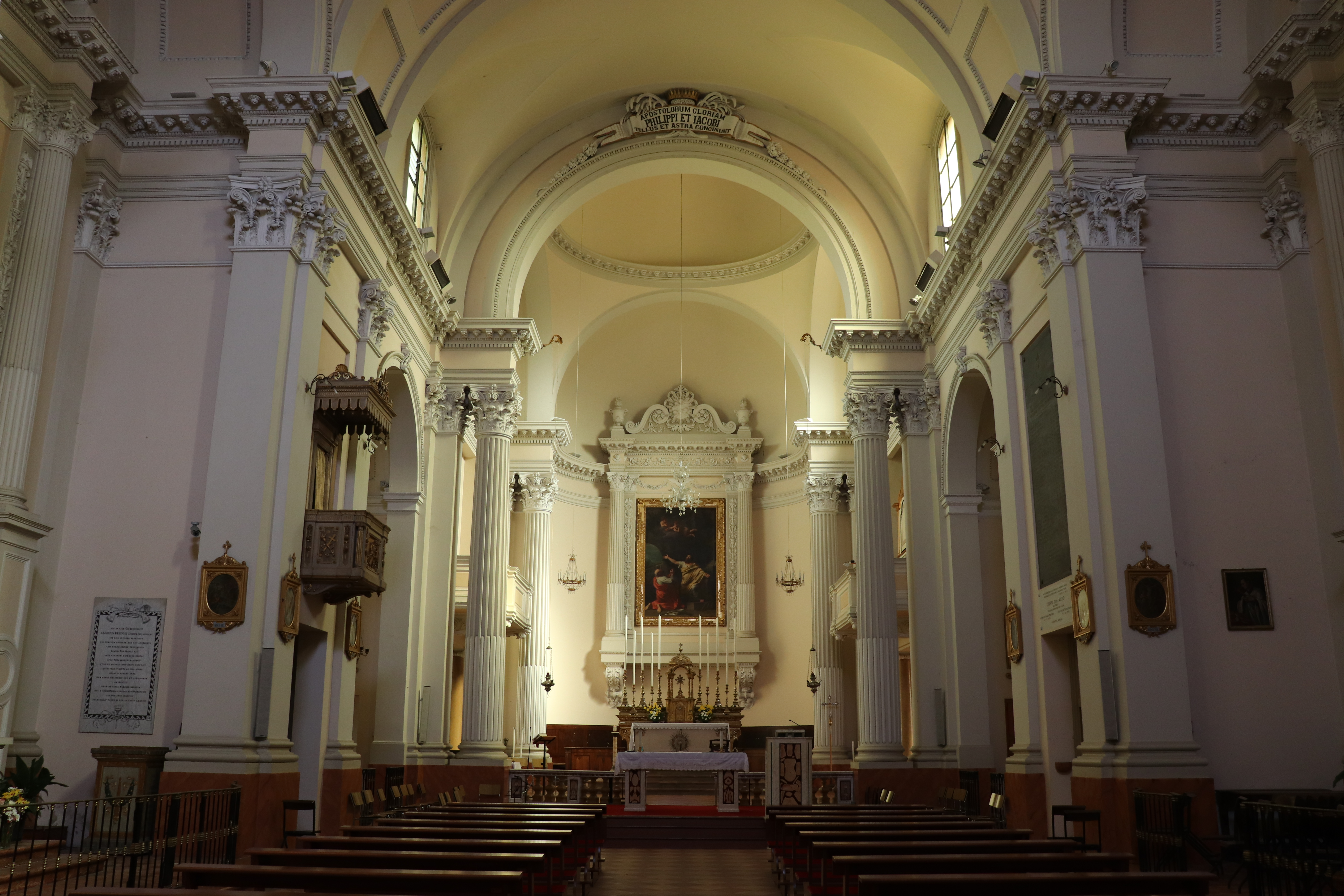
Interno della chiesa

La chiesa dei Santi Filippo e Giacomo di Panzano si trova a Panzano, frazione del comune di Castelfranco Emilia, in provincia di Modena ed arcidiocesi di Bologna.

## Storia
Risalente al secolo X, la chiesa romanica è citata per la prima volta all'epoca di Ottone I nel 962: dipendeva dalla badia benedettina di Leno nel bresciano, fondata da Desiderio, re dei Longobardi. Parti della struttura originaria rimangono ancora visibili ai piani della fondazione dell'attuale canonica. Sullo stesso sedime nel 1797 venne eretta la nuova chiesa a spese del conte Giuseppe Malvasia e su disegno di Giuseppe Maria Soli. La chiesa si rivelò ben presto troppo piccola per accogliere i numerosi fedeli della parrocchia e nel 1886 grazie alla ricca donazione del parroco don Luigi Becucci e all'opera dell'architetto Vincenzo Brighenti, iniziò l'ampliamento della struttura, che venne completato nel 1908.
Nel 1923 venne ricostruito il campanile già danneggiato da un fulmine e "mozzato" nel 1757.

## Descrizione
La facciata sembra rifarsi al tardo Rinascimento per la sua composizione in pietravista dominata dall'ordine classico, per l'alta zoccolatura su cui si ergono le paraste, che sorreggono l'architrave e il timpano della navata centrale, e per il senso della proporzione che domina l'intera struttura. La copertura è scandita da ampie volte a crociera interrotte da frammenti di volte a botte ripartite da ampi riquadri.
L'interno è caratterizzato da colori estremamente luminosi e da una decorazione ricca e fastosa.
Sull'altare maggiore si nota il dipinto raffigurante san Filippo e san Giacomo di Giuseppe Maria Soli. La pittura è un'opera di calibrato disegno e stesura che ripropone il gusto che in architettura fa di Soli un maestro del neoclassicismo italiano. Sull'accentuato chiaroscuro dello sfondo sono esaltate le figure dei due apostoli, il cui gestire magniloquente è frutto dello studio anche del classicismo secentesco. L'opera è uno dei non molti dipinti noti all'attivo di Giuseppe Maria Soli che, dopo la formazione, si orientò con successo verso l'architettura. Fra le opere più prestigiose della sua attività d'architetto si annoverano il ponte di Sant'Ambrogio sul fiume Panaro che gli garantì la stima di Napoleone, e ancor più – proprio per l'imperatore – l'ala detta delle Procuratie novissime, che chiude piazza San Marco a Venezia. Nella seconda cappella a destra si può ammirare il Riposo durante la fuga in Egitto spettante a un'artista della cerchia di Marcantonio Franceschini. Il dipinto presenta un tema fra i più accattivanti dell'iconografia religiosa, e di grande fortuna tra Seicento e Settecento: il motivo della sosta della Sacra Famiglia in fuga da Erode. Nel dipinto di Gaggio si concentrano alcuni topoi propri della rappresentazione della fuga in Egitto. La Sacra Famiglia è assistita da angeli: due di essi stanno raccogliendo frutti da una palma, a illustrazione di un episodio raccontato nei Vangeli Apocrifi, mentre sullo sfondo un quinto angelo pascola l'asino, soluzione compositiva che si impose a partire dal Cinquecento quando cominciò ad apparire poco dignitoso per Maria e il Bambino essere condotti da un animale così umile.
All'interno della chiesa è conservata una grande pala d'altare di Adeodato Malatesta (1806-1891) raffigurante la Madonna in trono con il Bambino e i santi Sebastiano, Fabiano, Antonio abate e Francesco d'Assisi. Il dipinto presenta una composizione semplice e lineare: entro un'abside in ombra, che allude all'architettura romanica, si colloca il trono della Vergine col Bambino. Attorno si dispongono i santi, ognuno riconoscibile grazie al proprio attributo. Con calcolato equilibrio il pittore rompe la rigida simmetria su cui pure la composizione è impostata: il perno dell'opera è san Francesco, che in primo piano introduce con l'ampio gesto le figure sacre volgendosi a chi guarda e tracciando un'ideale direttrice che reca diagonalmente a sant'Antonio abate, inginocchiato dietro il basamento. Con estrema pulizia Malatesta costruisce un'opera di grande decoro: è evidente il riferimento all'arte del primo Cinquecento italiano. L'attenzione storica posta dall'artista nella composizione della tela si esprime anche attraverso l'iscrizione incisa sul piedistallo del trono, che riporta l'incipit della bolla con cui papa Onorio III approvò la regola dettata da san Francesco e quindi l'istituzione dell'ordine francescano (1223).
La chiesa di Panzano ospita la statua in terracotta raffigurante la Madonna col Bambino, in origine collocata all'interno dell'Oratorio della Beata Vergine dei Prati. Della statua non possediamo notizie anteriori al Settecento, ma in realtà la sua realizzazione è ascrivibile alla fine del Quattrocento. L'espressione caricata del volto della Vergine, l'indugiare in certi tentativi di raffinatezze naturalistiche come le ciocche di capelli che fuoriescono dal manto sembrano indicare la conoscenza di Niccolò dell'Arca. Più che al celeberrimo Compianto di Santa Maria della Vita, bisogna pensare alla Madonna col Bambino datata 1478 posta sulla facciata del Palazzo Comunale di Bologna, dove analoga è la soluzione di suggerire la profondità delle gambe della Vergine in uno spazio molto ristretto. All'interno della cappella prima laterale a sinistra sono conservati alcuni reliquiari lignei risalenti alla seconda metà del XVII secolo. Questi oggetti testimoniano una produzione d'ambito locale, probabilmente riconducibile alla medesima bottega, di straordinaria abilità e raffinatezza.